# 庫洛伊河 (瓦加河支流)
庫洛伊河是俄羅斯的河流，屬於瓦加河的右支流，由沃洛格達州和阿爾漢格爾斯克州負責管轄，河道全長206公里，流域面積3,300平方公里，河水主要來自融雪，每年十月至翌年五月結冰。